# Dimitrije Ljotić
Dimitrije Ljotić (en serbio: Димитрије Љотић, Belgrado 12 de agosto de 1891 - Ajdovščina 3 de abril de 1945) político serbio, miembro del Partido Radical, más tarde ministro durante la dictadura del rey Alejandro I de Yugoslavia y luego fundador y dirigente de la formación fascista Movimiento Nacional Yugoslavo "Concentración" (conocido como zbor), principal fuerza colaboracionista serbia con el Eje durante la Segunda Guerra Mundial.

## Comienzos
Ljotić nació en el seno de una familia de clase media en Belgrado, entonces capital del Reino de Serbia, en 1891. Su familia era conocida en la época. Cursó sus estudios secundarios en Salónica y más tarde cursó derecho en la Universidad de Belgrado, donde se graduó en 1912.
Declarándose discípulo del autor ruso León Tolstói, se negó a realizar el servicio militar y participó en las Guerras de los Balcanes como ayudante de hospital y en un centro de cuarentena para víctimas del cólera.
En 1913 se trasladó a París, donde se dedicó al estudió del filósofo francés Blaise Pascal. Entró en contacto con el político nacionalista de derecha Charles Maurras, que e influyó con sus ideas contras los políticos burgueses, los "intelectuales profesionales" y su antimarxismo. Estas influencias le hicieron abandonar totalmente su anterior pacifismo, combatiendo en la Primera Guerra Mundial con valentía, ascendiendo a jefe de compañía.
Tras la guerra sirvió como oficial de espionaje durante dos años, hasta que fue licenciado en 1920.
Se unió entonces al Partido Radical, del que fue miembro modelo hasta que en 1926 lo abandonó criticando duramente a sus dirigentes por corrupción.

## Ascenso en la dictadura real
Con la proclamación de la dictadura real el 6 de enero de 1929, la carrera política de Ljotić avanzó con celeridad: pasó de diputado regional de Smederevo a la junta de dirección del nuevo Banco Agrario, luego a la junta de la banovina (provincia) del Danubio para acabar siendo nombrado ministro de Justicia a comienzos de 1931.
Su boceto de constitución fue rechazado de plano por el monarca y Ljotić dimitió.

## El Zbor
Ljotić  fundó el Movimiento Nacional Yugoslavo "Concentración" (en serbio: Jugoslovenski narodni pokret "Zbor") en 1935, pocos meses después del asesinato del rey Alejandro en Marsella. Según su fundador, su misión era la regeneración ética del reino y la formación de un nuevo orden social. Muchas de sus características lo asemejaban al fascismo italiano y al nazismo: su anticomunismo, anticapitalismo, hostilidad al régimen parlamentario, elitismo, gusto por los movimientos de masas, corporativismo, rechazo hacia las ciudades, estructura caudillista y defensa de la secularización de la política.
La formación, que agrupó principalmente a miembros de la clase media (abogados, médicos, pequeños industriales, profesores...) se oponía a los partidos tradicionales. En su programa del 6 de enero de 1935 defendía el corporativismo, la identidad de las naciones que conformaban Yugoslavia, la planificación de la economía y hacía hincapié en los sentimientos anticapitalistas de la pequeña burguesía. Según Ljotić, el país debía regirse por un monarca ilustrado y benevolente, acompañado de una nueva administración independiente y competente. La libertad de expresión debía quedar garantizada y la gestión estatal debía basarse en la mesura en el gasto y concentrarse en la mejora del nivel de vida del campesinado. Estas reformas debían encargarse a unos planificadores estatales. Los conflictos laborales debían desaparecer por la cooperación de empresarios y trabajadores. La educación debía también reformarse, pasando a fomentar la creatividad e inculcar la confianza en uno mismo y el sentido del deber.
Mientras que durante sus dos primeros años los miembros del partido eran de mediana edad, más adelante se produjo un rápido descenso de la edad de sus asociados. Se formó una sección de juventudes del partido, las "Águilas Blancas" (en serbio: Beli Orlovi) que crearon delegaciones en universidades, seminarios y escuelas secundarias, siendo especialmente abundantes en la Universidad de Belgrado y en la Voivodina. Se calcula que Zbor contaba con unos cinco o seis mil miembros antes del estallido de la Segunda Guerra Mundial.
Su apoyo electoral, sin embargo, fue escaso: tanto en las elecciones de mayo de 1935 como en las de diciembre de 1938 apenas alcanzó el 1% de los votos, no consiguiendo elegir ni un solo diputado al Parlamento.
|  |  |

Los dos periódicos de la formación, Otadzbina y Bilten, a menudo con artículos del propio Ljotić, fueron causa de frecuentes enfrentamientos con la policía del régimen.

## La Guerra Mundial

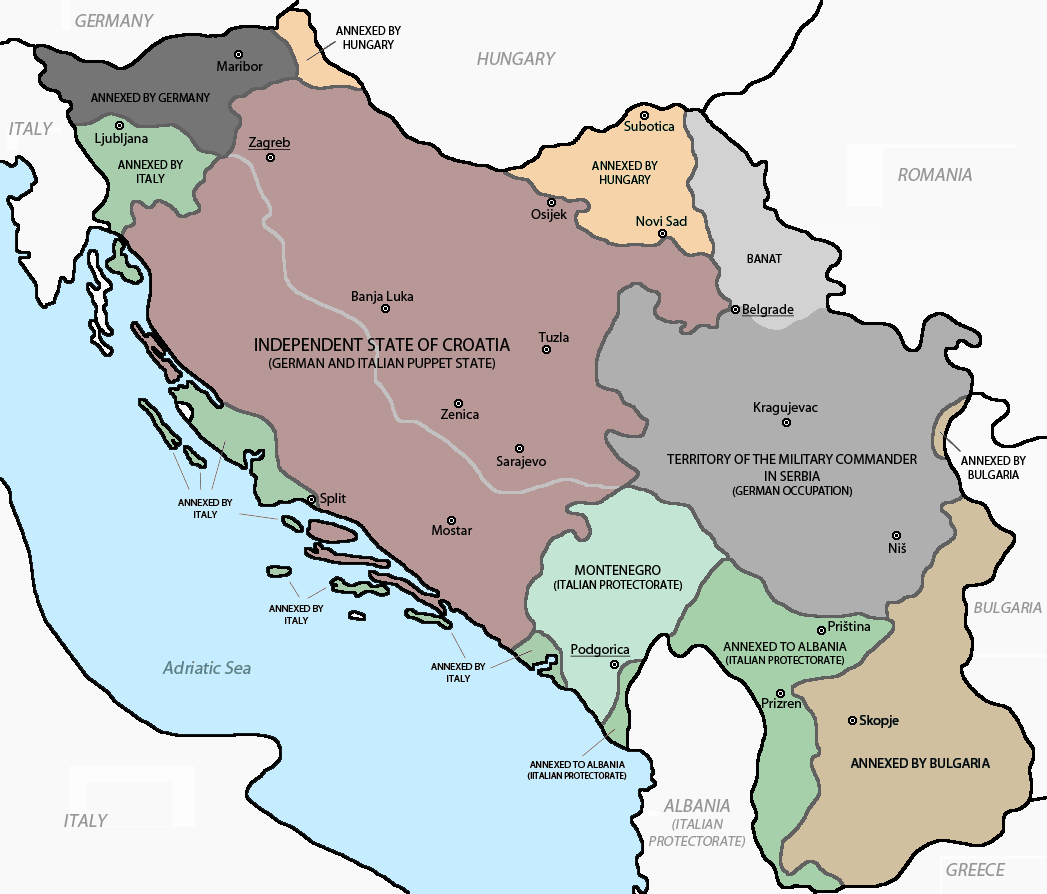
División de Yugoslavia por el eje. En color verde el Reino de Italia, en verde claro Montenegro, en gris oscuro el territorio tomado por la Alemania Nacionalsocialista (Alemania Nazi), en gris la ocupación militar alemana, en gris claro Banat, en naranja claro Hungría, en naranja oscuro Bulgaria y en color terracota la Croacia Ustacha

Tras en estallido de la guerra mundial en septiembre de 1939 la situación de Ljotić, tachado de partidario del Eje, y de su formación, empeoró. Se confiscaron los archivos y mobiliario de sus oficinas y, en diciembre de 1940, fueron arrestados y enviados a un campo de concentración muchos de sus dirigentes y unos cien de sus militantes de las juventudes. Ljotić pasó a la clandestinidad, escondiéndose primero en Belgrado y más tarde en monasterios del campo.
Tras el ataque alemán al país el 6 de abril de 1941 Ljotić abandonó su escondite y fue nombrado comandante de un regimiento de la división de infantería de Srem, siendo el único político de importancia nacional en participar en los combates.
El 30 de abril de 1941 los alemanes permitieron la formación de una especie de gobierno, la "administración de comisarios" (en serbio: komesarska uprava), para servir de gestor de los asuntos locales e intermediario entre las potencias ocupantes y la población. Ljotić decidió no ingresar en el mismo, pero envió dos miembros del Zbor al mismo, como responsables de Economía y Salud Pública.
En el verano, con el comienzo de la revuelta en Serbia contra los ocupantes, Ljotić pasó a criticar a los rebeldes, tanto chetniks como partisanos, y formó una fuerza de policía auxiliar para colaborar con la administración títere en la supresión del alzamiento en la capital.
Con la formación del nuevo gobierno del general Milan Nedić Ljotić pasó a respaldar a este, desarrollando además una campaña propagandística contra chetniks y partisanos y formar las nuevas milicias del Zbor. Esta se llamó Cuerpo Serbio de Voluntarios (en serbio: Srpski Dobrovoljački Korpus, SDK), principal fuerza militar del régimen del general Milan Nedić durante la ocupación de Serbia por el Eje durante la Segunda Guerra Mundial. Sus miembros colaboraron estrechamente con los nazis en Serbia. La mayoría de sus oficiales provenían del antiguo ejército real. Su programa, diferente del de las demás facciones de la guerra civil que se libró durante la guerra mundial, llevó a un recrudecimiento de los enfrentamientos con sus enemigos y aumentó las víctimas del conflicto. No contaron con apoyo popular notable.
Nedić, de postura política parecida, nombró a los principales miembros de su gabinete y de sus funcionarios de las filas de Zbor. Varias de sus medidas, como el servicio de trabajo obligatorio (en serbio: Radna Sluzba) instaurado en 1942, se basaron en el programa de Ljotić.
A pesar de que en ocasiones intervinieron a favor de los rehenes capturados por los alemanes en represalia de los ataques de los rebeldes contra los ocupantes, sus enemigos resaltaron su colaboración de Zbor con estos. En realidad, las relaciones entre ambos fluctuaron, mostrando momentos de gran tensión, como en el otoño de 1941, cuando Ljotić se negó a enviar tropas al Frente Ruso. Ljotić pensaba que el Cuerpo de Voluntarios debía emplearse contra los insurrectos en Serbia, no enviarse al extranjero. Sus fuerzas colaboraron activamente en la supresión de la guerrilla en el invierno de 1941, logrando la expulsión de los partisanos. Acusadas, empero, de colaborar con los chetniks de Draža Mihajlović, su comandante fue encarcelado durante gran parte de 1942. Las tropas de Ljotić no lograron evitar, sin embargo, las matanzas en represalia de los alemanes contra la población civil del otoño de 1941. El 21 de octubre de 1941 la Wehrmacht ejecutó a entre 2.300 y 7.000 civiles en Kragujevac, mientras que hubo otras represalias masivas en Macva y Kraljevo.
Ljotić defendía la participación de los Voluntarios en las campañas de supresión de la resistencia como forma de paliar la brutalidad de las represalias alemanas, causadas por la incapacidad del gobierno de Nedić para acabar con los ataques de aquella contra las fuerzas ocupantes. El gobierno de Berlín favorecía a los Voluntarios, que le servían con más eficacia para acabar con bandas de rebeldes y sus partidarios que las tropas oficiales de Nedić. El alto mando alemán evitó que las SS lograsen disolver la formación.
En 1944 Ljotić se concentró en la situación militar, cada vez más grave para el Eje y sus colaboradores. En mayo de 1944 el segundo batallón del V regimiento del SDK partió hacia Montenegro para combatir a los partisanos, que ya apretaban a los chetnik de Mihajlović. En el verano asumió que la guerra en Serbia estaba perdida, y comenzó a abogar por la unión de sus tropas y las de Nedić con las de Mihajlović. Luego propuso una retirada hacia Eslovenia, donde se podría formar un nuevo frente ante los victoriosos partisanos. Los alemanes trasladoron 4 regimientos del SDK a Eslovenia tras la caída de Serbia, formándose allí una agrupación de fuerzas comunistas de unos 22.000 hombres.
A finales de febrero de 1945 Ljotić envió una delegación a tratar con Mihajlović e intentar convencerle de trasladar sus fuerzas a Eslovenia. Este envió en su lugar un oficial para mandar las fuerzas anticomunistas concentradas en la región y mantuvo los contactos por radio con Ljotić, pero no se avino al resto de peticiones, recelando de las inclinaciones fascistas de Ljotić. Mantuvo el grueso de sus fuerzas en la Yugoslavia central, a pesar de los requerimientos de Ljotić.
A comienzos de 1945, los alemanes habían transportado a dos agrupaciones del SDK tras las líneas enemigas, para que actuasen como fuerzas de sabotaje en Bosnia.
En abril Ljotić murió en un accidente de tráfico, sucumbiendo con él la idea del frente anticomunista en Eslovenia. El primer regimiento del SDK y parte de las tropas colaboracionistas eslovenas se retiraron hacia Italia, donde se rindieron a los aliados. Otros 3 regimientos hubieron de pasar a Austria ante el acoso enemigo. A finales de mayo de 1945 los británicos los entregaron a Tito y fueron ejecutados en masa entre el 25 y el 30 de mayo de 1945.

## Ideología y valoración
Considerado un gran organizador, estratega imaginativo pero mal táctico, se le ha calificado como "nuevo patriota" modelo o "mezcla de místico religioso, Vidkun Quisling y Charles Maurras serbio". Buen polemista, no contaba, sin embargo, con una mente inquisitiva. Su vida privada intachable y no valoraba las comodidades materiales. Sus detractores resaltan su colaboracionismo con los alemanes durante la guerra, tachańdole de traidor. Para sus partidarios fue un apostol.
Su ideología se centró en unos pocos temas principales:
- La existencia de un "país eterno" separado de la forma de gobierno del mismo, idea heredada de los ideólogos de la derecha francesa cercanos a la Action française.
- Su defensa del cristianismo como norma para el monarca que debe regir el país y para el conjunto de caudillos que se le subordinarían en la jerarquía de poder nacional, que debían mostrar actitud hacia el trabajo, el orden y respeto a la jerarquía.
- Su antisemitismo y anticomunismo.[14]
- Su odio a la democracia y al marxismo y su defensa del corporativismo.[12][13]